# Lipińskie (Miłki)
Lipińskie (deutsch Lipiensken, 1927 bis 1945 Lindenwiese) ist ein Ort in der polnischen Woiwodschaft Ermland-Masuren, der zur Landgemeinde Miłki (Milken) im Powiat Giżycki (Kreis Lötzen) gehört.

## Geographische Lage
Lipińskie liegt in der östlichen Mitte der Woiwodschaft Ermland-Masuren, 13 Kilometer südöstlich der Kreisstadt Giżycko (Lötzen).

## Geschichte
Das nach 1785 Lipeiensken, nach 1818 Lypiensken, nach 1871 Lipinsken, bis 1927 Lipiensken genannte Dorf wurde im Jahre 1487 gegründet. 
Mit seinem Wohnplatz, dem Gut Lindenhof (polnisch Lipowy Dwór) war es von 1874 bis 1945 als eigenständige Landgemeinde in den Amtsbezirk Milken (polnisch Miłki) eingegliedert, der zum Kreis Lötzen im Regierungsbezirk Gumbinnen (1905 bis 1945: Regierungsbezirk Allenstein) in der preußischen Provinz Ostpreußen gehörte. Im gleichen Zeitraum war Lipiensken auch dem Standesamt Milken zugeordnet. Im Jahre 1910 zählte Lipiensken 284 Einwohner.
Aufgrund der Bestimmungen des Versailler Vertrags stimmte die Bevölkerung im Abstimmungsgebiet Allenstein, zu dem Lipiensken gehörte, am 11. Juli 1920 über die weitere staatliche Zugehörigkeit zu Ostpreußen (und damit zu Deutschland) oder den Anschluss an Polen ab. In Lipiensken stimmten 320 Einwohner für den Verbleib bei Ostpreußen, auf Polen entfielen keine Stimmen.
Am 12. Dezember 1927 wurde Lipiensken in „Lindenwiese“ umbenannt. Die Einwohnerzahl belief sich 1933 auf 295 und verringerte sich bis 1939 auf 274.
1945 kam das Dorf in Kriegsfolge mit dem gesamten südlichen Ostpreußen zu Polen und erhielt die polnische Ortsbezeichnung „Lipińskie“. Es ist heute Sitz eines Schulzenamtes (polnisch sołectwo) – in das auch nach wie vor der Nachbarort Lipowy Dwór (Lindenhof) einbezogen ist – und somit eine Ortschaft im Verbund der Landgemeinde Miłki (Milken) im Powiat Giżycki (Kreis Lötzen), vor 1998 der  Woiwodschaft Suwałki, seither der Woiwodschaft Ermland-Masuren zugehörig.

## Religionen
Lipiensken war bis 1945 in die evangelische Kirche Milken in der Kirchenprovinz Ostpreußen der Kirche der Altpreußischen Union und in die katholische Pfarrkirche St. Bruno in Lötzen im Bistum Ermland eingepfarrt.
Heute gehört Lipińskie zur evangelischen Pfarrkirche in Giżycko in der Diözese Masuren der Evangelisch-Augsburgischen Kirche in Polen bzw. zur katholischen Pfarrkirche in Miłki im Bistum Ełk (Lyck) der Römisch-katholischen Kirche in Polen.

## Verkehr
Lipińskie liegt an einer Nebenstraße, die von Miłki (Milken) an der polnischen Landesstraße DK 63 (einstige deutsche Reichsstraße 131) über Szczepanki (Sczepanken, 1938 bis 1945 Tiefen) nach Wydminy (Widminnen) an der Woiwodschaftsstraße DW 655 führt und dabei die Woiwodschaftsstraße DW 656 kreuzt. 